# Camiel Van de Velde
Camiel Van de Velde (Kruibeke, 4 februari 1903 - aldaar, 26 juli 1985) was een Belgische atleet, die gespecialiseerd was in de lange afstand en het veldlopen. Hij nam eenmaal deel aan de Olympische Spelen en veroverde één Belgische titel.

## Biografie
Van de Velde nam in 1924 zowel op de 5000 m als op de 10.000 m deel aan de Olympische Spelen in Parijs. Op de 5000 m raakte hij niet in de finale en op de 10.000 m werd hij niet geklasseerd. Hij veroverde in 1928 de Belgische titel op de 5000 m.
In het veldlopen nam Van de Velde tweemaal deel aan de Landenprijs, met een vijftiende plaats in 1924 als beste resultaat.

### Clubs
Van de Velde was aangesloten bij Jong Vlaanderen Kruibeke.

## Belgische kampioenschappen
| Onderdeel | Jaar |
| --------- | ---- |
| 5000 m    | 1928 |

## Persoonlijk record
| Onderdeel | Prestatie | Datum       | Plaats  |
| --------- | --------- | ----------- | ------- |
| 5000 m    | 15.55,0   | 1 juli 1928 | Brussel |

## Palmares

### 5000 m
- 1924:  BK AC
- 1924: 8e in serie OS in Parijs
- 1928:  BK AC – 15.56,0

### 10.000 m
- 1924: DNF OS in Parijs

### veldlopen
- 1924: 15e Landenprijs in Newcastle
- 1924: DNS OS in Parijs
- 1928:  BK AC
- 1930: 32e Landenprijs in Leamington Spa